# Distretto di Echallens
Il distretto di Echallens è stato un distretto del Canton Vaud, in Svizzera. Confinava con i distretti di Yverdon a nord, di Moudon a est, di Oron a sud-est, di Losanna a sud, di Cossonay a ovest e di Orbe a nord-ovest. Il capoluogo era Echallens.
In seguito alla riforma territoriale entrata in vigore nel 2008 il distretto è stato soppresso e i suoi comuni sono entrati a far parte del distretto del Gros-de-Vaud.
Amministrativamente era diviso in 3 circoli e 29 comuni:

## Bottens
- Bottens
- Bretigny-sur-Morrens
- Cugy
- Dommartin
- Froideville
- Malapalud
- Morrens
- Poliez-le-Grand
- Poliez-Pittet
- Villars-Tiercelin

## Echallens
- Assens
- Bioley-Orjulaz
- Echallens
- Eclagnens
- Etagnières
- Goumoens-la-Ville
- Goumoens-le-Jux
- Oulens-sous-Echallens
- Saint-Barthélemy
- Villars-le-Terroir

## Vuarrens
- Bercher
- Essertines-sur-Yverdon
- Fey
- Naz
- Pailly
- Penthéréaz
- Rueyres
- Sugnens
- Vuarrens